# Калах-Джук (Урмія)
Калах-Джук (перс. قلعه‌جوق) — село в Ірані, входить до складу дехестану Південний Барандузчай у Центральному бахші шахрестану Урмія провінції Західний Азербайджан.